# ریمسدورف
ریمسدورف (به فرانسوی: Rimsdorf) یک کمون در فرانسه با جمعیت ۲۶۸ نفر است که در Canton of Sarre-Union واقع شده‌است.